# Perkusní zámek

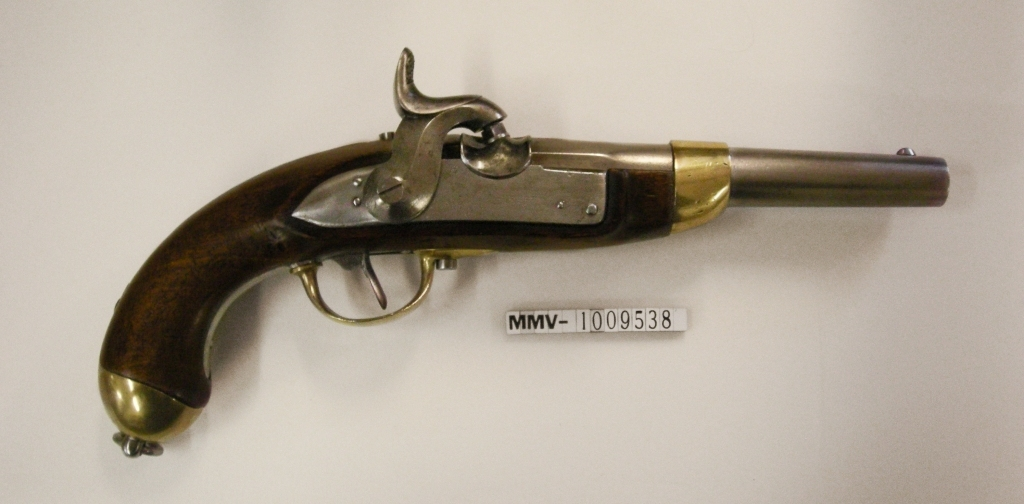
Historická pistole s perkusním zámkem z roku 1817

Perkusní zámek je mechanismus používaný v minulosti u ručních palných zbraní k zažehnutí výmetné náplně.

## Princip
Označení zámek bylo u palných zbraní používáno pro zážehové mechanismy založené na více principech. Například doutnákový zámek, kolečkový zámek, nebo křesadlový zámek.
Z latinského slova percutiens (česky udeřit) lze dovodit funkční princip. Zážeh je vyvolán úderem na mechanicky citlivou látku, která se v důsledku úderu vznítí.  
Jako materiál používaný pro zážehovou slož se v počátku používal chlorečnan draselný spolu se sírou a dřevěným uhlím. Také se používala směs černého prachu s chlorečnanem draselným. Později se přešlo k použití třaskavé rtuti a sulfidu antimonitého.
Mechanický princip založený na kohoutu, který je poháněn pružinou natahovanou střelcem a uvolňovanou spouští zbraně byl používán již dříve například u křesadlového zámku.
Zažehnutí úderem jako takové je u palných zbraní používáno i v 21. století. Zážehová slož je ale už součástí jednotného náboje. V tomto případě mluvíme o bicím mechanismu zbraně. Do perkusního zámku je třaskavá slož vkládána odděleně od výmetné náplně a střely. Principů, jak je to prováděno, je více.

### Zámky bez zápalek
Vznik perkusního zámku byl podmíněn objevením třaskavých látek, tedy látek schopných zažehnutí úderem. Vlastní zámek byl pak zkonstruován na přelomu 18. a 19. století a to současně v několika zemích. Roku 1807 byl přiznán Alexandru Forsythovi patent na zámek založený na třaskavinách, u kterého byla zážehová slož v sypké formě uložena v otočném zásobníku zážehové slože. Při pootočení zásobníku se na pánvičku nasypalo potřebné množství zážehové slože.
Další zámky měly potřebnou dávku zážehové slože předem odměřenu do dávek nazývaných kapsle. Mezi takové zámky patří například zámek Augistinův a Consoleův. Kapsle s lisovanou třaskavou složí byly ukládány například v papírovém obalu. Jedním z používaných způsobů byly například kapsle zalisované mezi dva papírové pásky. Zbraně používající tento zámek byly používány ještě i v průběhu americké občanské války Sever proti Jihu.
V některých zdrojích jsou perkusní zámky bez zápalek nazývány chemickými zámky. Tyto zdroje potom používají pojem perkusní zámek až pro zámky používající perkusní zápalky.  Uvedený způsob odlišení a terminologie je definován i v ČSN 39 5002.

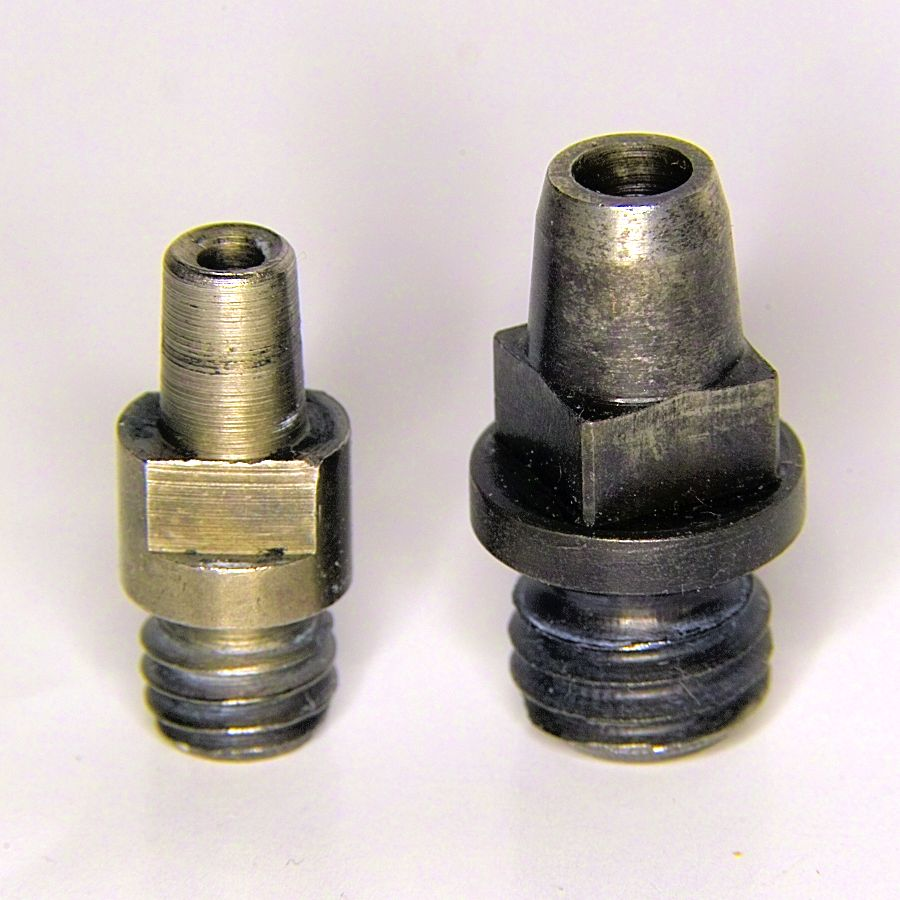
Piston pro perkusní zápalku

### Zámky se zápalkou
Dalším krokem, který zdokonalil perkusní zámek, bylo vynalezení perkusní zápalky. Perkusní zápalku vytvořilo na více místech světa několik konstruktérů v letech 1810-1820. Jako země původu jsou uváděny Francie, Anglie a Německo a také USA. . U perkusní zápalky je jedna dávka zážehové slože vložena do kovového kalíšku, který se vkládá do perkusního zámku obvykle nasazením na vystouplou část nazývanou piston (viz obrázek). Piston má otvor vedoucí k výmetné náplni do hlavně. Kalíšek zápalky svým dnem tento otvor překryje. Při stisku spouště se uvolní kohout a natažená pružina vyvolá pootočení a úder kohoutu na dno kalíšku zápalky. Tak dojde k iniciaci perkusní zápalky a otvorem v pistonu je zažehnuta výmetná náplň, kterou tvoří obvykle černý střelný prach.

## Použití perkusních zámků
Perkusní zámek znamenal ve srovnání s dříve užívanými principy pokrok. Zjednodušilo a zrychlilo se nabíjení zbraně. Zbraň byla spolehlivější a to i za vlhčího počasí. Zámky s perkusními zápalkami byly použity jak na dlouhých tak krátkých zbraních. Existují předovky, zadovky i revolvery používající zámek s perkusní zápalkou. 